# Bisfenolo F
Il bisfenolo F è un composto chimico di formula C13H12O2.

## Storia
Nel 2018 la Commissione Europea ne ha limitato l'utilizzo negli imballaggi a contatto con gli alimenti.

## Caratteristiche strutturali e fisiche
Dal punto di vista strutturale, si tratta di una molecola di metano in cui due atomi di idrogeno sono stati sostituiti da gruppi 4-idrossi fenilici. Dal punto di vista chimico è un analogo del bisfenolo A.
Si tratta di una miscela di prodotti isomerici e oligomerici che passa direttamente dallo stato solido allo stato gassoso (sublimazione) e risulta:
- solubile in etanolo, etere, cloroformio e alcali;
- lievemente solubile in DMSO;
- insolubile in solfuro di carbonio.

Quanto riscaldato fino a decomposizione rilascia fumi irritanti dall'odore acre contenenti ossidi di carbonio.
| N. di atomi pesanti                  | 15              |
| N. di donatori di legami a idrogeno  | 2               |
| N. di accettori di legami a idrogeno | 2               |
| N. di legami ruotabili               | 2               |
| Massa monoisotopica                  | 200,083729621 u |
| Superficie polare                    | 40,5 Å²         |
| Sezione d'urto                       | 153,6 Å² [M-H]- |

| Pressione di vapore        | 3,7 × 10⁻⁷ mm Hg a 25 °C |
| Costante di legge di Henry | 5,2 × 10⁻¹² atm-m³/mol   |

## Sintesi
Il bisfenolo F viene preparato dalla reazione tra fenolo e formaldeide, con un grande eccesso di fenolo, in ambiente acido da cui si ottiene una miscela di isomeri o,o', o,p' (predominante) e p,p'. La reazione prevede la protonazione iniziale del glicole metilenico che a sua volta reagisce con il fenolo in posizione orto e para.
Il BPF è un prodotto di reazione che si forma nella sintesi dei tannini sintetici di tipo fenolico, ed è presente in concentrazioni di ordini di grandezza fino all’1% in peso.

## Reattività e caratteristiche chimiche
Il composto è incompatibile con forti agenti ossidanti e il suo indice di ritenzione di Kovats semi-standard apolare è pari a 2065.

### Spettri analitici
- 1D NMR[7]
- 1H NMR[15]
- 13C NMR[16]
- GC-MS[14]
- UV[17]
- IR[7]
- FTIR[18]
- ATR-IR[19]
- Raman[20]

## Farmacologia e tossicologia

### Tossicologia
L'esposizione al composto può avvenire per inalazione delle polveri e per contatto. Il bisfenolo F causa cambiamenti necrotici nelle cellule mononucleate del sangue periferico, inoltre risulta anti-androgenico e genotossico.
Il bisfenolo F può legarsi spontaneamente con l'albumina sierica nel sottodomio IIA attraverso legami a idrogeno e forze di Van der Waals modificandone la conformazione. Uno studio sulla distribuzione e il metabolismo del BPF nei ratti ha dimostrato la formazione di molti metaboliti, con molteplici percorsi di biotrasformazione.
Il BPF viene metabolizzato nei corrispondenti glucuronide e solfato (frazioni epatiche S9). Oltre a questi prodotti di biotrasformazione della fase II, si formano vari metaboliti idrossilati, così come metaboliti apolari strutturalmente correlati. Questi percorsi metabolici di fase I sono dominanti nelle incubazioni effettuate con microsomi epatici e sono presenti anche nelle incubazioni con frazioni epatiche S9.
La formazione dei principali metaboliti, ovvero BPF meta-idrossilato e BPF orto-idrossilato (catecolo BPF), dipende dal citocromo P450, così come la formazione dei metaboliti meno polari caratterizzati come dimeri di BPF. Sia la formazione di un catecolo che di metaboliti dimerici corrisponde a percorsi di biotrasformazione condivisi da BPF, altri bisfenoli ed estradiolo.

## Applicazioni
Il bisfenolo F è utilizzato per la sintesi di resine epossidiche e rivestimenti per varie applicazioni, come lacche, vernici, adesivi, plastica, tubi dell'acqua, sigillanti dentali e imballaggi alimentari. Le resine epossidiche a base di BPF vengono utilizzate principalmente come diluenti funzionali in applicazioni che richiedono un sistema di resine ad alte prestazioni con bassa viscosità, ma anche in sistemi che necessitano di un maggiore spessore e una maggiore durabilità, come rivestimenti per serbatoi e tubazioni, pavimenti industriali, rivestimenti per strade e ponti, adesivi strutturali, malte, rivestimenti e vernici elettriche.

## Impatto ambientale
È classificato come contaminante ambientale degli alimenti, uno xenoestrogeno e un potenziale interferente endocrino.
Se rilasciato nell'aria, in base alla pressione di vapore stimata, il BPF esisterà sia nella fase di vapore che in quella particolata nell'atmosfera. Il BPF in fase di vapore verrà degradato attraverso la reazione con radicali idrossilici prodotti fotochimicamente. L'emivita per questa reazione è stimato essere di 5 ore. Il BPF in fase particolata verrà rimosso tramite deposizione umida o secca.
Se rilasciato nel suolo, il BPF non dovrebbe avere mobilità, sulla base di un coefficiente di adsorbimento organico stimato (Koc) di 15.000. La volatilizzazione dalle superfici di suolo umido non è prevista come un processo rilevante, in base alla costante di legge di Henry stimata. Il BPF non è previsto volatilizzare dalle superfici di suolo secco, sulla base della pressione di vapore stimata. Utilizzando il test MITI, l'1% della BOD teorica è stato raggiunto in 4 settimane, indicando che la biodegradazione non è un processo importante per il destino ambientale nel suolo.
Se rilasciato in acqua, il BPF dovrebbe adsorbirsi a solidi sospesi e sedimenti, sulla base del Koc stimato. Il BPF si è dimostrato facilmente biodegradabile in vari test modificati di degradazione in acqua di fiume e marina. La volatilizzazione dalle superfici acquatiche non è prevista sulla base della costante di legge di Henry stimata per questo composto. I fattori di bioconcentrazione (BCF) misurati nelle carpe (tra 3,8 e 18) suggeriscono che la bioconcentrazione negli organismi acquatici è bassa.
L'idrolisi non è prevista come un processo rilevante per il destino ambientale, poiché questo composto non presenta gruppi funzionali che si idrolizzano nelle normali condizioni ambientali (pH 5-9). La foto-ossidazione sensibilizzata potrebbe avere una certa importanza come processo di trasformazione per il BPF nelle acque naturali esposte alla luce solare.